# Muhammad Mustafa Al-A'zami
Muhammad Mustafa Al-A'zami (en arabe : محمد مصطفى الأعظمي), né en 1932 à Mau (Raj britannique) et mort le 20 décembre 2017 à Riyad (Arabie saoudite), est un traditionniste (it) (mouhaddith) indien naturalisé saoudien, connu pour ses travaux critiques des théories orientalistes d'Ignaz Goldziher, David Margoliouth et Joseph Schacht.

## Jeunesse et éducation
Muhammad Mustafa Al-A'zami est né en 1932 à Mau, alors situé dans le district d'Azamgarh (d'où sa nisba).
Son père, hostile à la colonisation britannique de l'Inde, le désinscrit du lycée en anglais pour l'école coranique. Muhammad Mustafa Al-A'zami poursuit ensuite son éducation à Darul Uloom Deoband (dont il sort diplômé en 1952), à l'université al-Azhar (dont il reçoit un master en 1955) et à l'université de Cambridge (où il otbient son doctorat en science du hadith en 1966). Il est professeur émérite à l'université du Roi-Saoud, dont il a également dirigé le département des études islamiques. Al-A’zami servit en tant que conservateur de la Bibliothèque publique nationale de Qatar, professeur associé à Umm al-Qura de l’Université, chercheur invité à l'université du Michigan (Ann Arbor), King Faisal Visiting Fellow à St Cross College, à Oxford, pour les études islamiques à l'université de Princeton, et chercheur invité à l'université du Colorado à Boulder. Il est également membre honoraire en études islamiques à l'université du pays de Galles, Trinity Saint David.
En 1980, il a été le récipiendaire du Prix international du roi Fayçal pour les études islamiques.

## Travaux
- Studies in Early Hadith Literature, sa thèse doctorale à l’université de Cambridge.
- Hadith Methodology and Literature, une introduction générale au sujet.
- The History of the Qur’anic Text from Revelation to Compilation: A Comparative Study with the Old and New Testaments.
- On Schacht’s Origins of Muhammadan Jurisprudence.
- Dirasat fi al-Hadith an-Nabawi.
- Kuttab an-Nabi.
- Manhaj an-Naqd ’ind al-Muhaddithin.
- al-Muhaddithun min al-Yamamah.

Ses prochains travaux incluent The Qur’anic Challenge: A Promise Fulfilled, et The Isnad System: Its Origins and Authenticity.

### Ouvrages édités
- Al-Illal d'Ibn al-Madini
- Kitab at-Tamyiz de l'imam Muslim
- Maghazi Rasulullah d'Urwa ibn Al-Zubayr
- Al-Muwatta de l'imam Malik
- Sahih (en) d'Ibn Khouzaïmah
- Sounan (en) d'Ibn Majah